# Bantanto, Upper Fuladu West
Bantanto är en ort i Gambia. Den ligger i regionen Central River, i den östra delen av landet, 210 km öster om huvudstaden Banjul. Antalet invånare var 1 658 vid folkräkningen 2013.